# Slåtterkarlarna på Ekolsund
Slåtterkarlarna på Ekolsund är en versberättelse av Selma Lagerlöf publicerade 1912 i Svenska läraretidning och inkluderad i skriftsamlingen Troll och Människor.

## Handling
En girig godsherre ber den kände uppfinnaren Christopher Polhem att bygga mekaniska "slåtterkarlar" som inte behöver äta något. Polhem skapar tolv stycken slåtterkarlar gjorda av järn[källa behövs], kunde dras upp med en fjäder i ryggen och som kunde hålla i en lie. De ställs ut på Godsherrens äng och Godsherren blev så imponerad att han ställde sig närmare den mekaniska figurerna. Han märkte dock inte att han stod mellan karlarna med liar och den sanka stranden. Han ropade till dem att stanna, men det hjälpte inte. Karlarna fortsatte in i vattnet där Godsherren hade fastnat i strandens gyttja och högg ihjäl honom. Karlarna fortsatte neråt under vattnet ner till botten.[källa behövs]
I en upplaga från 1915 omkommer förvaltaren (inte godsherren).